# Agrostis exserta
Agrostis exserta é uma espécie de gramínea do gênero Agrostis, pertencente à família Poaceae.